# Торраматюр

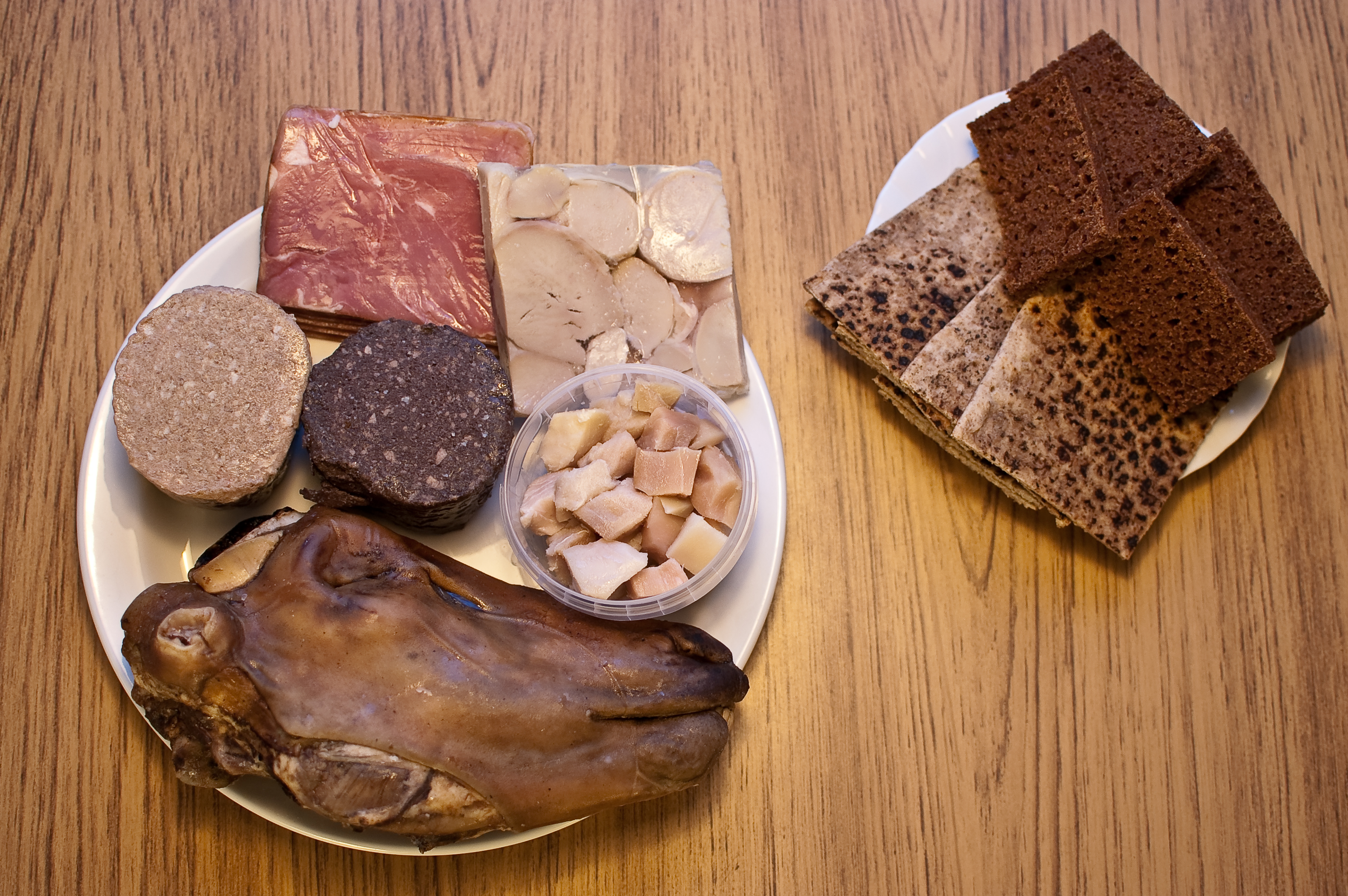
Слева мясные блюда (сверху вниз, слева направо): хангикьот, хрутспюнгар, лифрарпилса, блоудмёр, хаукарль, свид. Справа хлеб: ругбрёйд (темно-коричневого цвета), флатбрёйд.

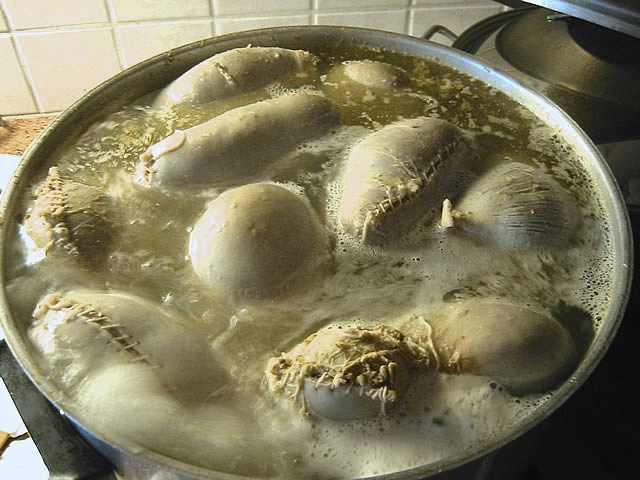
Лифрарпилса: печёночная колбаса, приготовленная в горшочке

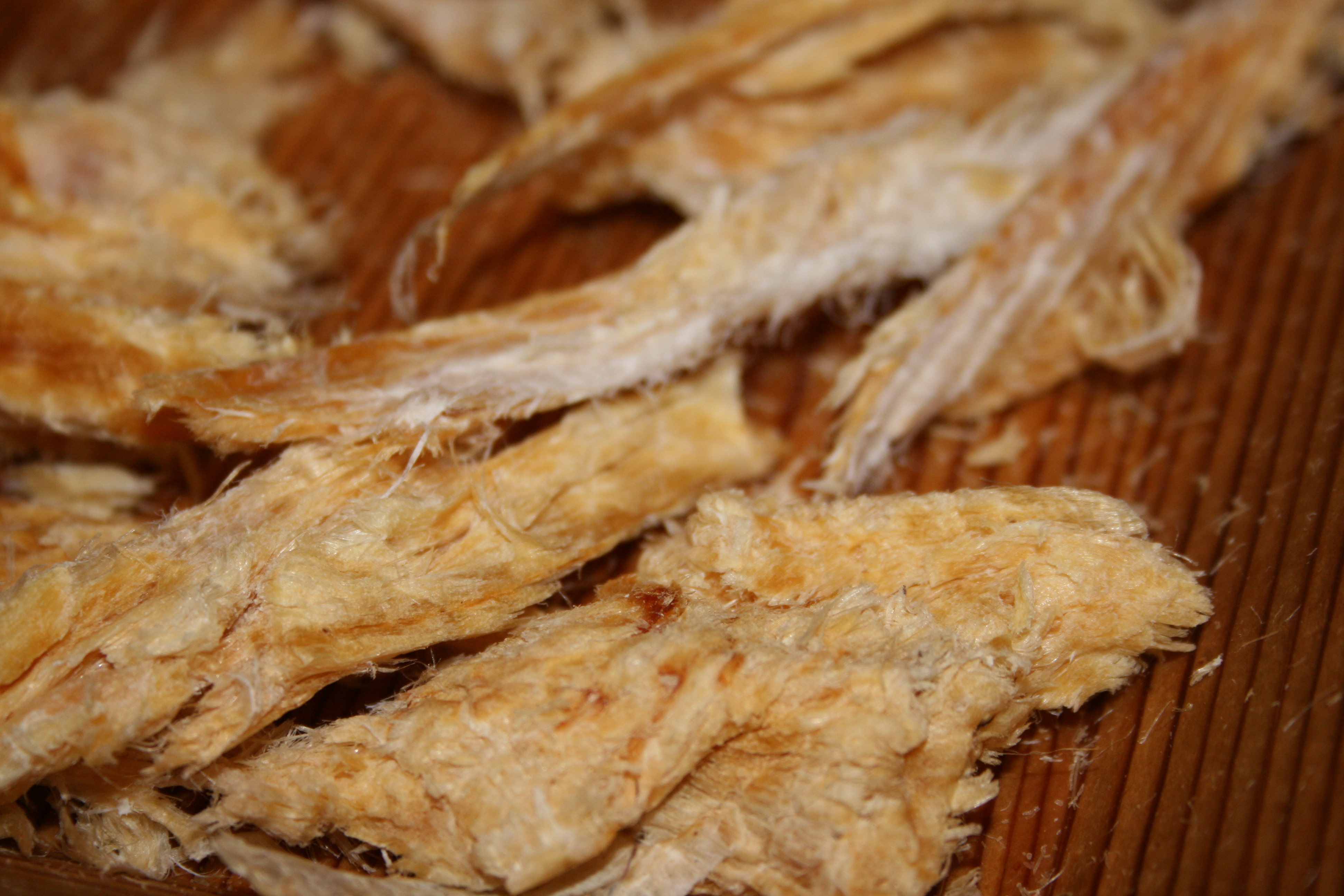
Хардфискюр: вяленая рыба

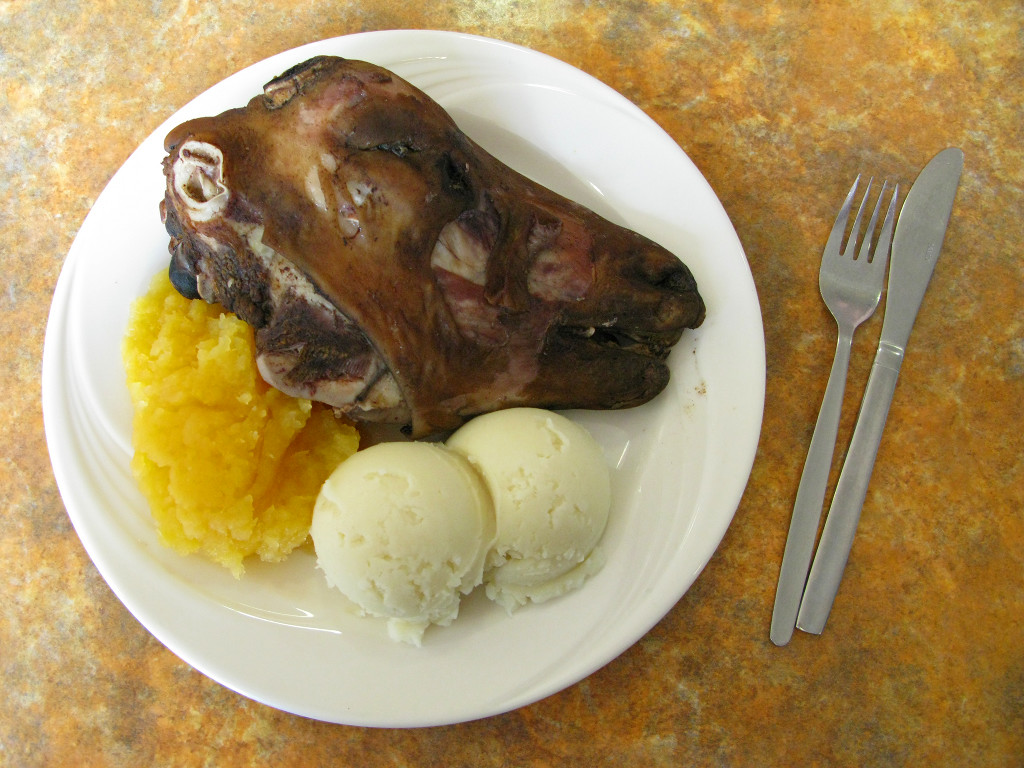
Свид: отварная баранья голова, подаётся с картофельным пюре и репой.

То́рраматюр (исл. þorramatur [ˈθɔrːamatʏr̥]; буквально «еда месяца þorri») — изобретённая в XX веке традиция употребления в январе-феврале определённого набора исландских блюд. Эти блюда состоят в основном из мяса и рыбных продуктов, приготовленных традиционным способом, нарезанных ломтиками или кусочками и поданных с вместе с ругбрёйдом (плотный и тёмный ржаной хлеб), маслом и бреннивином (исландский аквавит). Торраматюр употребляется в течение нордического месяца þorri (Торри, примерно январь-февраль), особенно на зимний праздник Торраблоут (þorrablót) как дань уважения старой культуре. Чаще всего подаётся в виде шведского стола.

## История
Þorramatur является примером изобретенной традиции, которая впервые возникла вместе с фестивалями середины зимы региональных объединений мигрантов, переехавшие из исландской сельской местности в Рейкьявик во время бума урбанизации в первые несколько десятилетий после окончания Второй мировой войны. Эти фестивали были очень популярны в 1950-х и 1960-х годах, и некоторые из них до сих пор проводятся ежегодно, хотя их влияние на ночную жизнь Рейкьявика значительно уменьшилось. Иногда на этих мероприятиях подавали так называемую «традиционную исландскую еду» или «исландскую еду по древнему обычаю». Обычно это был шведский стол с деревенской едой, часто характерной для данного региона и вполне знакомой посетителям, приехавшим из сельских регионов, но уже ставшей редкостью к середине XX века на столах исландских горожан.
Идея связать этот вид шведского стола с месяцем þorri и фестивалями þorrablót, которые проводились многими студенческими ассоциациями с конца XIX века, возникла в ресторане Nausti в Рейкьявике. В 1958 году ресторан впервые употребил слово þorramatur, начав рекламировать этот набор блюд. Еда подавалась на больших деревянных подносах, в которых было достаточно еды для четырёх человек. Подносы напоминали формой старинные кормушки, которые можно было увидеть в Национальном музее Исландии. По словам владельца ресторана, идея заключалась в том, чтобы дать возможность людям, не являющимся членами региональной ассоциации, попробовать традиционные деревенские блюда. Это также была попытка создать бизнес в довольно унылый для ресторанов сезон. Попытка увенчалась успехом, поскольку идея сразу же завоевала популярность и повысила популярность ресторана Naustið, хотя её быстро скопировали и другие рестораны. Очень скоро многие региональные и студенческие ассоциации, которые организовывали ежегодные фестивали þorrablót, начали подавать на своих мероприятиях фуршеты þorramatur.
Набор блюд и традиции торраматюр претерпели ряд изменений с 1950-х годов. Крупные зимние фестивали ассоциаций в Рейкьявике были дополнены множеством более мелких, и в настоящее время даже неформальные семейные собрания можно назвать þorrablót, если на них подаются блюда из набора Торраматюр. В свою очередь, фестивали þorrablót стали одним из самых ярких событий года в сельской местности Исландии в последние три десятилетия. Вернувшись из города в сельскую местность, торраматюр снова стал отражением региональной культуры и традиций.
Þorramatur также изменился, чтобы отразить меняющиеся вкусы. Традиционный метод хранения мяса путем погружения его в ферментированную сыворотку, которая придает продуктам характерный кисловатый вкус, незнаком большинству современных исландцев, поэтому при подаче торраматюра в ресторанах кислые и некислые виды мяса обычно подаются на отдельных подносах, поскольку кислота воздействует на пищу, с которой она контактирует. Однако некоторые продукты, например яички барана, перед подачей на стол необходимо обработать кислотой. В торраматюр был добавлен ряд продуктов, которые никогда не выходили из моды в исландской кухне, например, копченая баранина, ферментированная акула и сушеная рыба, которые по-прежнему широко употребляются в любое время года. Торраматур также может включать в себя некоторые новинки, включая узкорегиональные и редкие блюда, незнакомые даже старшему поколению из других регионов — например, плавники тюленей, известные только из района Брейдафьордур.

## Блюда
Торраматюр включает множество различных продуктов, в том числе следующие:
- Kæstur hákarl, ферментированная гренландская акула.
- Súrsaðir hrútspungar, яички барана, спрессованные в блоки, варёные и тушёные в кислом молоке или скире.
- Svið, опаленные и вареные бараньи головы, иногда выдержанные в кислом молоке или скире.
- Sviðasulta, зельц из бараньей головы, иногда выдержанный в кислом молоке или скире.
- Lifrarpylsa (печеночная колбаса), пудинг из овечьей печени и сала, замешанный с ржаной мукой и овсом.
- Blóðmör (кровяное сало; также известный как slátur, букв. «бойня»), вид кровяного пудинга, приготовленного из крови ягненка и сала, замешанного с ржаной мукой и овсом.
- Harðfiskur, вяленая рыба (часто треска, пикша или морской волк), подается с маслом.
- Rúgbrauð (ржаной хлеб), традиционный исландский ржаной хлеб .
- Hangikjöt, (подвешенное мясо), копченая и варёная баранина, иногда также употребляемая в сыром виде.
- Lundabaggi, баранье филе, завёрнутое в мясо с боков, прессованное и обработанное в кислом молоке или скире.
- Selshreifar, ласты тюленя, обработанные в кислом молоке или скире.
- Súr Hvalur, китовый жир, маринованный в кислом молоке или скире.
- Rófustappa, пюре из репы.

В течение месяца þorri торраматюр довольно популярен в Исландии, этот набор блюд часто подают во многих ресторанах в Рейкьявике и других местах, иногда на деревянных тарелках, называемых трог. Вместе с этими блюдами часто употребляется в большом количестве исландский бреннивин. Пластиковые подносы с выбором деликатесов торраматюр также можно найти в супермаркетах в середине зимы.